# Арчер, Джеймс
Джеймс Джей Арчер (англ. James Jay Archer; 19 декабря 1817 — 24 октября 1864) — юрист, офицер армии США в годы мексиканской войны, генерал армии Конфедерации во время Американской гражданской войны. Попал в плен во время битвы под Геттисбергом. Арчер стал первым захваченным в плен генералом Северовирджинской армии.

## Ранние годы
Арчер родился в Бель-Эйр, штат Мэриленд, в семье Джона и Анны Стамп Арчер. В 1835 он закончил Принсетонский Университет. В университете получил прозвище «Салли» из-за своего телосложения. Обучался правоведению в университете Мэриленда и имел успешную юридическую практику. Когда началась Мексиканская война, он поступил волонтером в американскую армию и участвовал во многих сражениях, получив временное повышение до майора за храбрость в бою за Чапультепек. После войны, в 1848, переехал в Техас, где был ранен на дуэли с Эндрю Портером, будущим генералом Федеральной Армии. Его секундантом на дуэли был Томас Джексон. Вернувшись в Мэриленд, Арчер возобновил юридическую практику, однако в 1855 вступил в регулярную армию США в звании капитана и был зачислен в 9-й пехотный полк. Служил на побережье Тихого Океана. Арчер никогда не был женат.

## Гражданская война
Когда началась гражданская война, Арчер служил в форте Валла-Валла, на территории штата Вашингтон. 14 мая 1861 он уволился из рядов армии США, отправился на юг и вступил в ряды армии Конфедерации. Вскоре он стал полковником 5-го Техасского пехотного полка и служил в бригаде, организованной бывшим сенатором Техаса Льюисом Уигфоллом. Вскоре бригада была передана Джону Беллу Худу и приняла участие в сражениях Кампании на полуострове. Арчер хорошо проявил себя в сражении при Элтамс-Лэндинг и Севен-Пайнс, но так никогда и не смог заслужить уважения техасцев.
3 июня 1862 он был повышен до бригадного генерала. После гибели генерала Роберта Хаттона при Севен-Пайнс, Арчер занял его место и начал командовать тремя теннессийскими полками. В том же июне бригада Арчера была объединена с пятью прочими и стала частью «легкой дивизии» генерала Эмброуза Хилла. Бригаду усилили двумя полками и она приняла следующий вид:
- 5-й Алабамский батальон: май. Альберт Вандеграаф
- 19-й Джорджианский пехотный полк: подп. Томас Джонсон
- 1-й Теннессийский пехотный полк: подп. Джеймс Шакелфорд
- 7-й Теннессийский пехотный полк: полк. Джон Гуднер
- 14-й Теннессийский пехотный полк: полк. Уильям Форбс

В таком составе она приняла участие в Семидневной Битве и в Кедровых горах. Во время Второго сражения при Булл-Ран под Арчером была убита лошадь. Солдаты прозвали его «Бойцовый петушок» (The Little Gamecock) из-за хилого телосложения и стойкости в бою.
В сентябре 1862 Арчер сильно страдал от болезни, и из-за слабости не мог даже ездить верхом. Его бригада принимала участие в сражении за Хаперс-Ферри и сумела пройти ускоренным маршем от Харперс-Ферри до Шарпсберга, чтобы принять участие в сражении при Энтитеме, где атаковала левый фланг федерального IX-го корпуса. Мощной атакой бригада отбросила противника и отбила артиллерийскую батарею. Через три дня, в сражении при Шепардстауне, Арчер и генерал Пендер атаковали авангарды Потомакской армии и отбросили их за Потомак, что позволило армии генерала Ли успешно отступить в Вирджинию.
Всё ещё ослабленный болезнью, Арчер участвовал в сражении при Фредериксберге. Его бригада стояла на правом фланге, правее бригады Грегга, на которую и пришёлся основной удар. 
Весной 1863 года в бригаду Арчера был переведён 13-й Алабамский пехотный полк полковника Фрая из бригады Альфреда Колкитта.
Во время сражения при Чанселорсвилле бригада Арчера участвовала в атаке на высоту Хейзел Гроув.

### Геттисберг
Во время Геттисбергской кампании бригада Арчера состояла из пяти пехотных полков:
- 13-й Алабамский пехотный полк, полковник Биркетт Фрай
- 5-й Алабамский батальон, майор Альберт ван де Грааф
- 1-й Теннессийский пехотный полк, подполковник Ньютон Джордж
- 7-й Теннессийский пехотный полк, полковник Джон Файт
- 14-й Теннессийский пехотный полк, кап. Брюс Филлипс

Здоровье Арчера продолжало ухудшаться из-за долгих маршей по жаре и высокой влажности. Его бригада была частью дивизии Генри Хета и одной из первых приняла участие в битве при Геттисберге. Бригада прибыла на поле боя утром 1 июля и два часа вела бой со спешенными кавалеристами Джона Бьюфорда. Предположительно, именно солдат бригады Арчера застрелил федерального генерал-майора Джона Рейнольдса, хотя точная причина смерти Рейнольдса неизвестна. Затем бригаду атаковала Железная бригада.В прошедшей рукопашной почти сразу бригада Арчера была отброшена за Уиллоуби-Ран. Ее командира  обезоружил и взял в плен солдат 2-го висконсинского полка, Патрик Мэлони (погибший в бою несколько позже), он отвёл Арчера в тыл, где тот успел встретить своего старого знакомого, генерала Эбнера Даблдея.
Арчер стал первым пленным генералом Северовирджинской армии с момента командования генерала Ли. Бригада Арчера была передана Биркетту Фраю, который командовал ею во время атаки Пикетта. Бригада сильно пострадала ещё в первый день сражения, поэтому не смогла долго продержаться под обстрелом и отступила вместе со всей дивизией генерала Петтигрю. В это время Арчер и его младший брат Роберт Харрис Арчер (1820—1878) были отправлены в Форт-Делавер.
Арчера и других пленных офицеров в итоге отправили в лагерь военнопленных Джонсонс-Айленд, на берегу озера Эри. Там, в тяжелом климате штата Огайо, его здоровье резко ухудшилось. Он написал письмо в военный департамент Конфедерации, где предлагал план побега из лагеря и просил содействия в возвращении домой.
Примерно после года заключения его и ещё 600 офицеров перевели в Форт-Делавер, планируя отправить их на Моррис-Айленд в Южной Каролине. Это место часто обстреливалось орудиями армии Конфедерации и Арчера предполагалось держать живым щитом, чтобы предотвратить обстрелы. Но этот план так и не был осуществлен.
В конце лета 1864 года Арчер был освобождён по обмену военнопленными и вернулся в строй. 9 августа ему было приказано отправиться в расположение Теннессийской армии, однако через 10 дней приказ был отменен — возможно, из-за плохого здоровья генерала. Он отправился в Питерсберг, где принял командование своей прежней бригадой. Некоторое время он участвовал в обороне Питерсберга, но после битвы при Пиблс-Фарм болезнь окончательно свалила его. Он умер в Ричмонде 24 октября и был похоронен на кладбище Холливуд.